# Golden Album (Bee Gees)
A Golden Album című lemez a Bee Gees együttes Japánban megjelent válogatáslemeze.

## Az album dalai
1. Massachusetts (Barry, Robin és Maurice Gibb) – 2:20
2. Holiday (Barry és Robin Gibb) – 2:53
3. New York Mining Disaster 1941 (Barry és Robin Gibb) – 2:10
4. Turn Of The Century   (Barry és Robin Gibb) – 2:21
5. To Love Somebody (Barry és Robin Gibb) – 3:00
6. And The Sun Will Shine (Barry, Robin és Maurice Gibb) – 3:35
7. Really And Sincerely (Barry, Robin és Maurice Gibb) – 3:30
8. Words (Barry, Robin és Maurice Gibb) – 3:13
9. World (Barry, Robin és Maurice Gibb) – 3:13
10. Jumbo (Barry, Robin és Maurice Gibb) – 2:08
11. The Change Is Made (Barry, Robin és Maurice Gibb) – 3:37
12. The Singer Sang His Song (Barry, Robin és Maurice Gibb) – 3:19
13. Sinking Ships (Barry, Robin és Maurice Gibb) – 2:25
14. Close Another Door  (Barry, Robin és Maurice Gibb) – 3:30

## Közreműködők
- Barry Gibb
- Robin Gibb
- Maurice Gibb